# Supersypnoides fletcheri
Supersypnoides fletcheri là một loài bướm đêm trong họ Noctuidae.